# 김동준 (축구 선수)
김동준(金東俊, 1994년 12월 19일 ~ )는 대한민국의 축구 선수로 현재 제주 SK에서 골키퍼로 활동 중이다.

## 클럽 경력
풍생고등학교를 졸업하고, 2013 K리그 드래프트에서 성남 일화 천마에 우선지명을 받고 연세대학교에 진학한 뒤, 2016년 성남 FC에 입단하였다.
3월 12일 수원 삼성 블루윙즈와의 2016년 K리그 클래식 개막 경기에서 첫 선발 출전하여 클린시트를 기록하며 팀의 2-0 승리를 이끌었으며, 이 활약을 바탕으로 1라운드 베스트 11에 선정되었다. 경쟁자인 박준혁이 입대하고 전상욱이 건강상의 이유로 팀을 떠나면서 주전 골키퍼로 자리잡게 되었다.
2018년 4월 8일 6라운드 서울 이랜드 FC 원정 경기에서 무릎을 크게 다치면서 십자인대가 파열되어 사실상 시즌 아웃 판정을 받았다.
2020 시즌을 앞두고 성남 FC를 떠나 K리그2의 대전 하나 시티즌으로 팀을 옮겼다. 대전 입단 이후 대전의 주전 골키퍼로 도약했다. 하지만 6월 6일에 치러진 FA컵 경기에서 부상을 당하면서 2020시즌을 조기에 마감했다. 2021 시즌에서는 다시 복귀에 성공했으며 대전의 주전 골키퍼 자리를 지켰다.
2022 시즌을 앞두고 제주 유나이티드에 입단했다.

## 국가대표팀 경력
2013년과 2014년 툴롱컵에 출전해 주전 골키퍼로 활약한 김동준은 2015년 킹스컵에 출전해 2경기에 출전하며 한국의 대회 우승을 이끌었다. 이후 2015년 광주 유니버시아드에 출전해 주전 골키퍼로 활약하며 한국의 대회 준우승에 기여하였다.
연령별 대표팀에서의 활약을 바탕으로 실력을 인정받은 김동준은 2015년 8월 2018년 FIFA 월드컵 아시아 지역 2차 예선을 앞두고 대학 소속 선수로는 이례적으로 울리 슈틸리케 감독의 부름을 받고, 성인 대표팀에 발탁되었으나, 경기에 출전하지는 않았다.
2016년 AFC U-23 챔피언십에 출전해 주전 골키퍼로 활약하며 팀의 결승 진출에 공헌했지만 일본과의 결승전에선 팀이 2-0으로 앞서고 있을 때 내리 3골을 허용하여 우승컵을 차지하지 못하였다.
2016년 6월 27일 발표된 리우 올림픽 출전 U-23 대표팀 최종 명단에 포함되었다.

## 수상

#### 대한민국
- 킹스컵 우승 (2015)
- AFC U-23 챔피언십 준우승 (2016년)
- EAFF E-1 풋볼 챔피언십 우승 (2017년), 준우승 (2022년)

개인
- EAFF E-1 풋볼 챔피언십 최우수 골키퍼 : 2022